# NGC 523
NGC 523 (NGC 537) is een spiraalvormig sterrenstelsel in het sterrenbeeld Andromeda. Het hemelobject ligt 197 miljoen lichtjaar (60,3 × 106 parsec) van de Aarde verwijderd en werd eerst ontdekt op 13 september 1784 door de Duits-Britse astronoom William Herschel. Het sterrenstelsel werd nog een tweede maal ontdekt door Heinrich Louis d’Arrest op 23 augustus 1862. Deze dubbele ontdekking werd niet als één erkend, waardoor de ontdekking van d’Arrest het NGC-nummer 523 verkreeg en die van Herschel het nummer 537.

## Synoniemen
- GC 306
- IRAS 01225+3345
- 2MASX J01252074+3401305
- Arp 158
- H 3.170-2
- MCG +06-04-018
- PGC 5268
- UGC 979
- VV 783
- ZWG 521.22